# Wim Hof

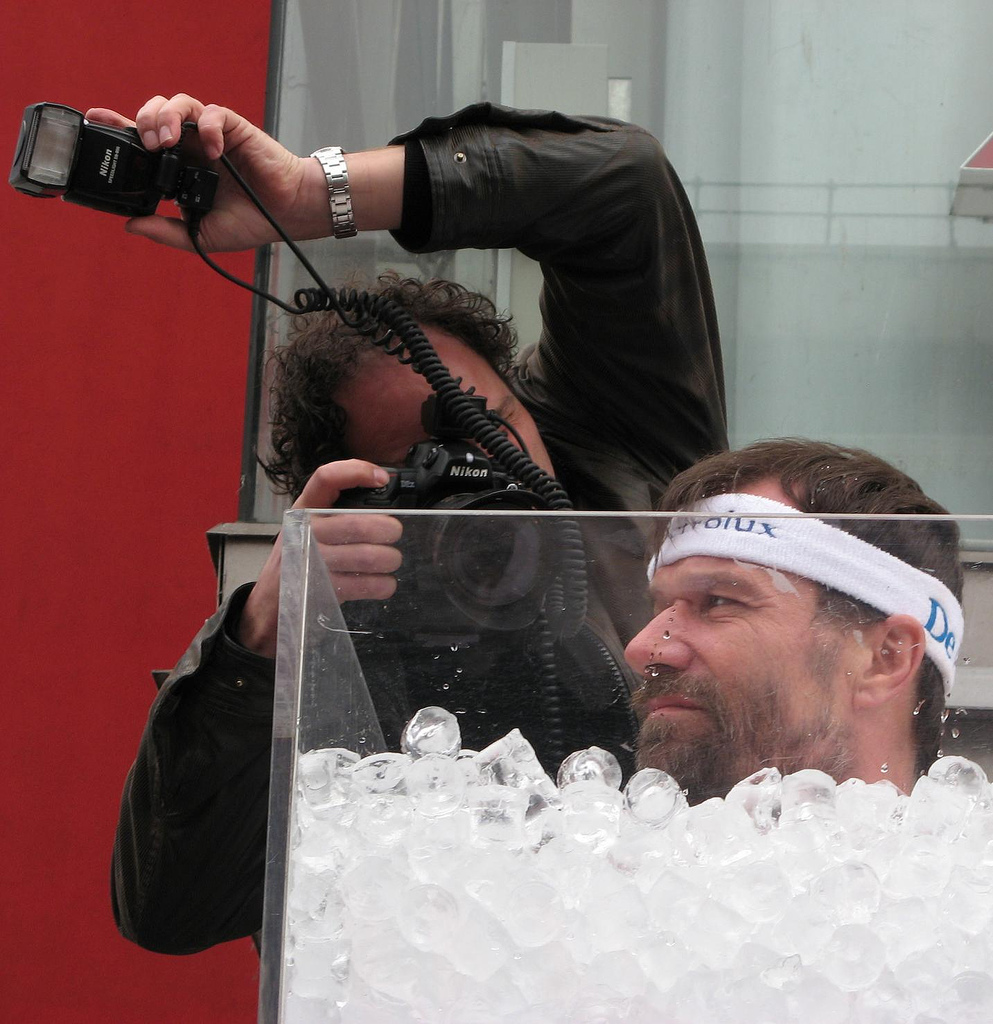
A „Jégember”, Wim Hof bemutatót tart Rotterdamban 2007-ben

Wim Hof (Sittard, Limburg tartomány, 1959. április 20. –), más néven The Iceman, holland úszó, kaszkadőr, extrém sportoló, motivációs szónok, aki több világrekordot is tart az extrém hideg elviselésében. Sikereit a saját maga által kifejlesztett Wim Hof-módszernek tulajdonítja, amely lényegében egy speciális légzéstechnikából áll, amely állítólag pozitív hatással van az egészségre.

## Eredményei, rekordjai
Hof állította fel először a leghosszabb jégfürdőzés rekordját, amelyet többször is megdöntött, legutóbb 2011-ben, amikor egy óra 52 perc 42 másodpercig állt nyakig a jeges vízben. (Azóta 3 óra 11 perccel ezt a rekordját megdöntötte a lengyel Krzysztof Gajewski.)
2000-ben 58 méterrel megdöntötte a leghosszabb jég alatti úszás rekordját. (Napjainkra ezt a rekordját felülmúlta a horvát Valentina Cafolla 140 méterre javítva azt.)
2009 februárjában csak rövidnadrágot és cipőt viselve 28 óra alatt megmászta a Kilimandzsáró csúcsát. Ugyanebben az évben Finnországban, az északi sarkkörtől északra öt óra 25 perc alatt futott le egy maratont. A majdnem mínusz 20 Celsius-fokos hőmérséklet ellenére ismét csak szandált és rövidnadrágot viselt. 2007-ben már megdöntötte a leggyorsabb félmaraton rekordját mezítláb jégen és havon Észak-Finnországban 2:16 órás idővel, amelyet ma is ő tart (2023 végén). 2007-ben megmászta a Mount Everestet 7400 méteres magasságban, rövidnadrágban és szandálban. Egy lábsérülés miatt azonban nem érte el a csúcsot.
Hof azt állítja, hogy a hőséget ugyanolyan jól bírja, mint a hideget. 2011 szeptemberében a Namíb-sivatagban lefutott egy maratont ivóvíz nélkül.

## AWim Hof-módszer

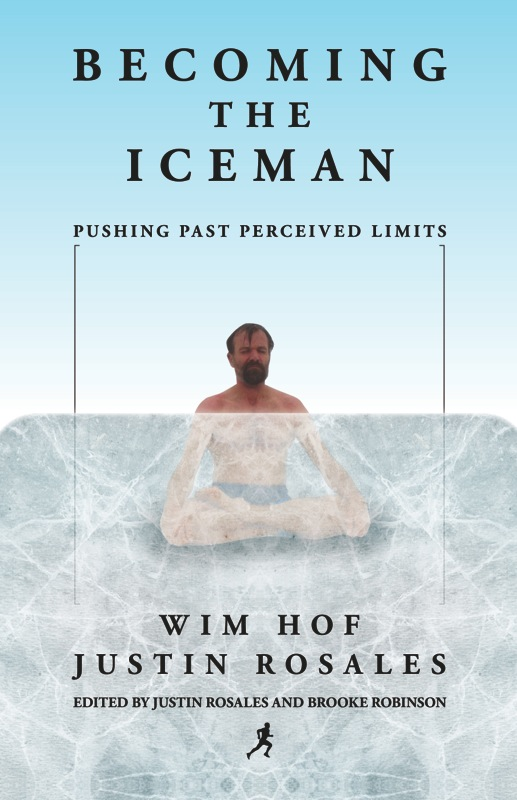
Hof egyik könyve

Hof szerint bárki elérhet hozzá hasonló sikereket a Wim Hof-módszer néven ismert légzéstechnikájával, amely a tibeti meditációs gyakorlaton, a Milarepa-féle tummón alapul, és lényegében abból áll, hogy harminc-negyvenszer mélyen ki- és belélegzünk, majd visszatartjuk a lélegzetünket. A légzéstechnikának állítólag pozitív hatása van mind a fizikai, mind a mentális egészségre. A légzéstechnikát gyakran kombinálják jégfürdőzéssel.
Wim Hof többek között könyveken, mobiltelefonos alkalmazásokon és csoportos szemináriumokon keresztül tanítja a módszerét. Meggyőződése, hogy mindenki képes hasonló képességeket kifejleszteni, ha valóban akarja. Legidősebb fia, Enahm a módszer népszerűsítésének és marketingjének motorja.

## Magánélete

### Gyermekei
Wim Hofnak nyolc testvére van. Hat gyermek édesapja, három fia és három lánya van. Első felesége, akit máig élete szerelmeként emleget, Marivelle-Maria skizofréniában szenvedett és 1995-ben öngyilkos lett, miután leugrott egy nyolcemeletes épület tetejéről.. Négy gyermekük volt, Enahm 12, Isabelle 10, Laura 8 és Michael 6 éves volt édesanyjuk halálakor. Wim Hof elmondása szerint a felesége halála utáni szomorúsága volt a fő oka annak, hogy elkezdett olyan technikákat kifejleszteni, amelyekkel el tudta viselni az extrém hideget.
2001-től 9 éven keresztül élt együtt második feleségével, Caroline Hakkal; 2003-ban tőle született meg ötödik gyermeke, Noah. 2017-ben vagy 2018-ban egy harmadik nőtől született meg harmadik fia.

### Családon belüli erőszakkal kapcsolatos vádak
2024 szeptemberében a De Volkskrant című holland napilap egy terjedelmes cikket tett közzé, amely szerint Wim Hof éveken át családján belüli lelki terrort alkalmazott második felesége és gyermekei ellen, és ezért többször is elítélték a bíróságon. Az újságírók gyermekvédelmi szolgálatokat is felkerestek, a legkisebb fiú állítólag poszttraumás stressz zavarban szenved a sokéves megaláztatás és bántalmazás után. Volt felesége szexuális erőszakkal vádolta. Állítólag a férfi ilyenkor legtöbbször alkoholos befolyásoltság alatt állt. Wim Hof tagadta a vádakat és bejelentette, hogy jogi lépéseket tesz az újság ellen. Ugyanakkor a vádakat részben megerősítette Wim Hof legidősebb testvére, aki arra is célozgatott, hogy Hof kergette öngyilkosságba első feleségét.
Első feleségének édesanyja azonban a BBC-nek adott interjúban a férfi mellett tett tanúvallomást. Perdöntő lehet, hogy Hof első házasságából született gyermekei is kiálltak édesapjuk mellett, megerősítették szavait, sőt, szerintük Hak idegenítette el apjuktól Noahot, féltestvérüket, miközben őket terrorizálta. A vádak miatt törölték a Hofról tervezett játékfilmet, amelynek főszerepét Ralph Fiennes játszotta volna.

### 2024
Wim Hof az ausztrál Queenslandben él 36 éves párjával, Erinnel, akitől újabb gyermekét várja.

## Bibliográfia
- Hof, Wim (2022) A jég hátán is Jaffa Kiadó És K. Kft. ISBN 9789634755722
- Hof, Wim (2023) A Wim Hof-módszer - Aktiváld a benned rejlő, teljes emberi potenciált! Jaffa Kiadó És K. Kft. ISBN 9789634754671
- Hof, Wim (2017) Introduction. What Doesn't Kill Us: How Freezing Water, Extreme Altitude and Environmental Conditioning Will Renew Our Lost Evolutionary Strength. By Carney, Scott. ISBN 9781635652413
- Hof, Wim (2020) The Wim Hof Method. Penguin Random House. ISBN 9781846046292
- Hof, Wim (2018) Nie wieder krank. Gesund, stark und leistungsfähig durch die Kraft der Kälte. Mit Koen de Jong. Riva ISBN 978-3742305626
- Hof, Wim (2021) Die Wim-Hof-Methode. Sprenge deine Grenzen und aktiviere dein volles Potential. Integral ISBN 978-3778793084
- Hof, Wim, Koen De Jong et David Manise (2018) The Iceman – Suivez le guide ! Amphora ISBN-10: 2757603531 | ISBN 978-2757603536
- Hof, Wim (1998) Klimmen in stilte  Altamira. ISBN 9789069634395
- Hof, Wim (2000) De top bereiken is je angst overwinnen Andromeda ISBN 9789055991136
- Hof, Wim; Rosales, Justin (2012) Becoming the Iceman : pushing past perceived limits. Mill City Press. ISBN 9781937600464
- Hof, Wim; Jong, Koen A.M. de (2015) Koud kunstje: wat kun je leren van de iceman?. Uitgeverij Water. ISBN 9789491729256